# Caymanostella admiranda
Caymanostella admiranda is een zeester uit de familie Caymanostellidae.
De wetenschappelijke naam van de soort werd in 1977 gepubliceerd door Belyaev & Litvinova.